# Cuore di aliante
Cuore di aliante è un singolo del cantautore italiano Claudio Baglioni, pubblicato nel 1999 come primo estratto dal tredicesimo album in studio Viaggiatore sulla coda del tempo.
Il brano ha raggiunto la vetta dei passaggi radiofonici. È stato realizzato anche un video musicale.
È noto anche per l'uso nella campagna pubblicitaria autunno-invernale 1998-99 della Omnitel.

## Tracce
Testi e musiche di Claudio Baglioni.
1. Cuore di aliante